# Sinagoga Alta (Cracovia)
La Sinagoga Alta (in polacco Synagoga Wysoka) è una sinagoga ebraica ortodossa non più attiva che si trova nel distretto Kazimierz di Cracovia.
Fu chiamata la sinagoga Alta perché per molti secoli era la sinagoga più alta della città.
L'edificio venne costruito nel 1556-1563 secondo lo stile rinascimentale e fu la terza sinagoga ad essere eretta nel quartiere Kazimierz. Durante l'occupazione della Polonia nella seconda guerra mondiale, i nazisti spogliarono l'interno di tutti gli arredi e furono distrutti sia il tetto che il soffitto. Oggi rimangono solo la nicchia in pietra dell'Aron haQodesh e le pitture murali scoperte all'inizio del XXI secolo. L'ultimo piano con finestre a due spioventi, il soffitto e il tetto della sinagoga sono stati restaurati nel 2008.
La sinagoga Alta è stata presa a riferimento nella costruzione della sinagoga Alta di Praga.